# Elena de Carandini Raventós
Elena de Carandini Raventós (Barcelona, 1975) és una empresària catalana. És CEO del Castell de Raïmat i Presidenta Fundació Comunitària Raimat Lleida.
Passà la seva infància al poble de Raimat. Va estudiar publicitat i relacions públiques a la Universitat de Barcelona.
El 2025 fou inclosa a la llista Forbes de les 100 dones més influents de Catalunya.